# کولیرس
کولیرس (انگلیسی: Colliers) شرکت املاک کانادایی است، که در سال ۱۹۷۶ تأسیس شد.